# Christian Schwarz (Autor)
Der deutsche Autor Christian Schwarz (* 2. März 1960) verfasst überwiegend Heftromane.

## Leben
Der im Bodenseehinterland lebende, verheiratete Schwabe (eine Tochter) studierte Publizistik und finanzierte sein Studium zum Teil mit dem Schreiben von Romanen für Heftserien. Dabei verwendete er das Verlags-Sammelpseudonym Marcos Mongo für Dan Shockers Silber Grusel-Krimis und sein eigenes Pseudonym Chrissie Black für Frauen-Horrorromane. Wegen seiner hauptberuflichen Tätigkeit als Zeitungsredakteur ließ er die Schriftstellerei jahrelang ruhen.
Seit 2004 arbeitet er, jetzt unter seinem richtigen Namen, wieder für bekannte Bastei-Serien, wie Jerry Cotton, Professor Zamorra, Maddrax, Sternenfaust sowie für "Dorian Hunter" und "Das Haus Zamis" des Zaubermond-Verlags. Dies öffnete ihm die Tür zum Pabel-Moewig-Verlag, wo er als letzter Neuling für die Atlan-Miniserien auftrat.
Die Serie Raumschiff Enterprise weckte seine Liebe zur Science Fiction. Zur Perry-Rhodan-Serie kam er mit der fünften Auflage; seine Lieblingsfigur wurde der Arkonide Atlan.

## Werkverzeichnis Marcos Mongo

### Silber Grusel-Krimi (Zauberkreis)
- 181: Des Teufels schwarze Armee
- 425: Ein Gehenkter kehrt zurück
- 439: Die Löwenmenschen von Dumfries
- 454: Der Böse von Llewelly-Castle
- 465: Das Grauen vom Makamba-Felsen
- 479: Attacke der Ghouls
- 487: Spuk im Schloss

## Werkverzeichnis Chrissie Black

### Mitternachts-Roman (Bastei)
- 21: Victorias Alptraum
- 30: Wenn die Uhren zwölfmal schlagen
- 43: Das Geheimnis der Silbermine
- 54: In diesem Schloss regiert der Hass
- 66: Rote Haare – Teufelsweib
- 75: Bis du nicht mehr leben willst
- 81. Wer schleicht des Nachts durchs Herrenhaus?
- 86: Wenn der Geist des Ahnherrn spukt
- 102: Das wird dir noch leid tun, Cathleen!
- 110: Wenn Tote plötzlich wieder sprechen
- 123: Irgendwann komm ich dich holen
- 126: Nach der Hochzeit kam die Angst
- 173: Wo der Hass regiert
- 187: Wenn Mörder lieben ...
- 201: Todesschatten über Jeanette
- 347: Die Macht der Zigeunerin
- 365: Am Anfang war der Hass
- 397: Nur der Mond war Zeuge
- 483: Die Frau, die ihre Seele verkaufte

### Spuk-Roman (Bastei)
- 165: Tanja und der Herr der Geister

### Geheimnis-Roman (Bastei)
- 313: In dieser Nacht bis du mein Opfer

### Melissa (Bastei)
- 28: Schreckensnächte in Rosewall Manor
- 31: Flieh vor den steinernen Frauen
- 40: Lady Olivias Geheimnis

## Werkverzeichnis Rebecca Shardlow

### Gaslicht (Pabel)
- 731: Verschwörung des Bösen

## Werkverzeichnis Christian Schwarz

### Maddrax (Bastei)
- 207: Weg eines Gottes
- 208: Nach der Eiszeit
- 213: Aruulas Grab
- 218: Nefertari
- 221: Feindliche Übernahme
- 225: Kalis Kinder (mit Michelle Stern)
- 236: Gestrandet
- 237: Die Welt in der Tiefe
- 251: Der Taratzenkönig
- 256: Der König von Schottland (mit Mia Zorn)
- 261: Ein falscher Engel
- 270: Hinter dem schwarzen Tor
- 272. Dieser Hunger nach Leben
- 282: Der Schein trügt
- 287: Meister der Lüge
- 291: Die heilige Stadt
- 292: Chimären
- 301: Libretto des Todes
- 307: Späte Vergeltung
- 315: Apokalypse
- 320: Die Schlacht von Dapur (mit Sascha Vennemann)
- 325: Gefahr aus dem All
- 333: Im Zentrum der Gewalten
- 343: Invasion der Nanobots
- 344: Der Agartha-Code
- 351: Das Auge im Himmel
- 360: Statthalter des Bösen
- 367: Techno-Amazonen
- 377: Auf dem Dach der Welt
- 381: Das Schwarze Kloster
- 382: Kriegspläne
- 390: Der Sturz des Titanen
- 397: Visionen
- 405: Gefrorene Zeit
- 410: Der Turm der Herren
- 424: Menschenjagd
- 427: Exxus
- 428: Kampf um Exxus
- 445: Ein Besucher kehrt zurück
- 446: Retter des Mars (mit Jana Paradigi)
- 457: Brüder im Genom
- 462: Brennpunkt Meeraka (mit Ansgar Back)
- 463: Die Retter
- 509: Welt in Angst
- 517: Das fremde Ich
- 520:Verlorene Erinnerungen (Kurzgeschichtenband, Kurzgeschichte "Unter Toten")
- 533: Krieger des Lichts
- 547 Zombie-Dämmerung
- 559 Der Schatz im Kratersee
- 583 Die Schuld der Pancinowa
- 584 Das Wurmloch-Gambit
- 591 Nachbeben
- 595 Ausflug ins Grauen
- 608 Spiel um Öl
- 609 Matt & Drugs & Rock'n'Roll
- 624 Die ferne Stimme
- 636 Verbranntes Land

### 2012 (Maddrax-Subserie, Bastei)
- 2: Der Mann in Weiß

### Professor Zamorra (Bastei)
- 814: Der geheimnisvolle Engel
- 833: Verfluchte der See
- 836: Die Traumzeit stirbt!
- 843: Jagdgebiet Hölle
- 863: Auf den Schwingen des Todes
- 866: Die Herrin der Raben
- 867: Die Pesthexe von Wien
- 892: Jagd durch die Zeit
- 899: Schwanengesang
- 902: Das Erbe der Hölle
- 915: Die Rückkehr des Schrecklichen
- 916: Zamorras größter Schock
- 921: Die Trennung
- 926: Geburt eines Dämons
- 928: Das Hexendiadem
- 937: Die Rückkehr des Amuletts
- 944: Die Brücke zur Anderswelt
- 950: Visionen des Untergangs
- 951: Untergang
- 959: Asmodis' Hölle
- 969: Die magischen Welten des Duncan W.
- 970: In Asmodis' Schuld
- 980: Der Fluch des dunklen Apfels
- 984: Tränenwelt am Abgrund
- 996: Die Totengöttin
- 999: Chaos in El Paso (mit Manfred Rückert)
- 1000: Luzifers Plan (mit Manfred Rückert)
- 1001: Tod auf Avalon (mit Manfred Rückert)
- 1005: Drachentöter (mit Simon Borner)
- 1006: Das Schwert von Babylon (mit Simon Borner)
- 1007: Der Opfergang (mit Simon Borner)
- 1013: Die 1000 Tode des Robert T.
- 1016: Vassagos Schmerz
- 1020: Croatoan
- 1030: Reise in die Finsternis
- 1044: Tendykes Wut
- 1054: Die Seelenstadt
- 1105: Das Voynich-Manuskript
- 1106: Angriff auf Legion
- 1112: Elfenkrieg
- 1119: Zombie-Terror aus dem Handy
- 1127: Die Bestie von Valletta
- 1147: Flucht in die Hölle (1. Teil von 4)
- 1150: Am Abgrund der Zeiten (4. Teil von 4)
- 1161 Dunkle Geliebte
- 1171 Schöpfung
- 1175 Geh zum Teufel, Zamorra! (Rahmenstory und Kurzgeschichte "Der Kellergeist")
- 1216 Das Schloss der 1000 Geister
- 1255 Der mordende Geisterritter
- 1275 Katakomben des Schreckens (Kurzgeschichte "Ein Witz besiegt das dunkle Herz")
- 1278 Seelentiere

### Professor Zamorra (Bücher, Zaubermond)
- 19: Das dunkle Kind (mit Christian Montillon)
- 21: Dämonenfalle Vatikan
- 24: Höllische Visionen
- 25: Desaster (mit Volker Krämer und Christian Montillon)
- 26: Die Quelle des Todes (mit Christian Montillon)
- 27: Der Höllenhund (mit Christian Montillon)
- 28: Weg ins Gestern (mit Volker Krämer)
- 29: Dunkles Herz
- 33: Krieg der Amulette
- 36: Feuerrose (mit Christian Montillon)
- 39: Neun Mond, neun Stern
- 40: Blutwende (Kurzgeschichte: Werwolfschicksal)
- 41: Am Teufelstisch
- 45: Das Auge der Hölle
- 48: Der Leichenfledderer
- 50: Der Ruf (mit Manfred Rückert)
- 51: Der Golem der Menschen (mit Manfred Rückert)

### John Sinclair (Bastei)
- 1887: Wenn dich die Hexe holt

### Schattenreich (Horror-Kurzgeschichten, Bastei)
- 9: Ihre letzte Botschaft
- 12: Hexenfluch
- 16: Die Zeichen Gottes

### Jerry Cotton (Bastei)
- 2532: Eiskalt in Manhattan
- 2550: Zwölf Stunden Angst
- 2562: Morde ohne Motiv
- 2571: Home-Run ins Verderben
- 2600: Das Phantom (ENA-Zyklus)
- 2621: Die Hydra erhebt sich (ENA-Zyklus)
- 2622: Auf Messers Schneide (ENA-Zyklus)
- 2623: Zwischen den Mühlsteinen (ENA-Zyklus)
- 2648: Der Griff nach der Macht (ENA-Zyklus)
- 2649: Ein Phantom kehrt zurück (ENA-Zyklus)
- 2962: Ein Alibi für einen Mörder
- 3170: Ein unfreiwilliges Geständnis
- 3174: Das Monster aus dem Bayou
- 3177: Der Rekrutierer (CITU-Zyklus, 1. Teil von 6)
- 3180: Mord in den höchsten Kreisen (CITU-Zyklus, 2. Teil von 6)
- 3192: An den Hebeln der Macht (CITU-Zyklus, 5. Teil von 6)
- 3198: Geisterfahrt
- 3212: Bis in alle Ewigkeit
- 3231: Marathon in den Tod
- 3251: Die Korrupten
- 3298: Geraubte Kunst, gestohlenes Leben
- 3312 Die Tote aus dem East River
- 3333 Die letzte Flucht von Alcatraz
- 3351 Skull & Bones
- 3362 Finanzhaie
- 3374 Wir und die Ökoterroristen
- 3395 Tote werden nicht Senator
- 3449 Schlangenterror in New York
- 3485 Rockerkrieg

### Kurz-Krimis (Bastei)
- 15: Auch Tote können morden
- 22: Gwendolyn

### Sternenfaust (Bastei)
- 6: Gefangene der Chaarck
- 8: Angriffsziel: Wega
- 11: Der Verräter
- 190: Entführt von Skianern

### Atlan (Pabel-Moewig)
- 57: Eschens Welt (Flammenstaub 9)

### Dorian Hunter (Zaubermond)
- Unheilige Nacht (Kurzgeschichtenband, Kurzgeschichte: Die Fehde)
- 74: Aus der Asche (Teilroman: Aus der Asche)
- 76: Homunkulus (Teilroman: Mehr Leben)
- 80: Sturm auf die Bastille (Teilroman: Tirso)
- 84: Die Uhrmacherin (Teilroman: Die Uhrmacherin)
- 86: Huli Jing (Teilroman: Huli Jing)
- 88: Totentanz (Teilroman: Der Prozess)
- 89: Tick tock (Teilroman: Tick tock)
- 91: Taschenspiel (Teilroman: Winchester House)
- 93: Rache der Dschinnen (Teilroman: Kampf um Cape Wrath)
- 95: Der zweite Eidesstab (Teilroman: Die schwarze Ley-Linie)
- 96: Das Ding im Spiegel (Teilroman: Spiel mit dem Tod)
- 98: Alastors Siegeszug (Teilroman: Lass alle Hoffnung fahren ...)

### Das Haus Zamis (Sub-Serie Dorian Hunter, Zaubermond)
- 40: Eiland der Toten (Teilroman: Schwarze Hochzeit)
- 43: Wiegenlied für einen Dämon (Teilroman: Asabi)